# Bericht (Verwaltung)
Bericht ist in der öffentlichen Verwaltung die Mitteilung von einer nachgeordneten an eine übergeordnete Behörde. Das Wort stammt aus dem mittelhochdeutschen „beriht“ für „Mitteilung, Belehrung, Vertrag“. Ab 1522 tauchte es ersichtlich erstmals im Sinne von Benachrichtigung auf. Die Tätigkeit für die Erstellung des Berichts heißt Berichterstattung. 
Die Verwaltungssprache lässt eindeutig Hierarchien erkennen, denn untergeordnete Behörden „berichten“, „legen vor“ oder „fragen an“ gegenüber übergeordneten Behörden, während übergeordnete Behörden gegenüber untergeordneten „entscheiden“, „überreichen“ oder „Stellung nehmen“. Von der vorgesetzten an die nachgeordnete Behörde wird die Mitteilung vor allem als Erlass oder Verfügung bezeichnet.

## Verwaltung
Das Berichtswesen ist in einer Behörde eine Funktion, die die Erstellung und Verbreitung von Berichten organisiert. Das öffentliche Berichtswesen umfasst alle offiziellen, materiellen und formell bestimmten Informationen, die den Entscheidungsträgern zur Verfügung gestellt werden. Es soll den aktuellen Stand der jeweiligen Zielerreichung zeitnah und prägnant darstellen. Die behördeninternen Steuerungsbedürfnisse beziehen sich vor allem auf die Einhaltung der Budgets, die Sicherstellung der Leistungseffizienz und die Kosten- und Erlössituation. Die Art des Berichts kann eine Entscheidungsvorlage, ein Geschäftsbericht, Gutachten, Rechenschaftsbericht oder Tätigkeitsbericht sein.
Aufgaben der Kommunale Gemeinschaftsstelle für Verwaltungsmanagement sind die Erstellung von Berichten und Gutachten für ihre Mitglieder. Die sogenannten Polizeiberichte sind a) Sachverhaltsschilderungen in Schriftform oder b) Pressemitteilungen. Im polizeilichen Alltag wird die Thematik als Melde- und Berichtswesen bezeichnet.
Im Staatsrecht mancher schweizerischer Kantone bezeichnet Bericht den Kommentar, der eine von der Exekutive zu Händen der Legislative verabschiedete Vorlage begleitet. In anderen Kantonen kennt man hierfür die Begriffe Botschaft, Ratschlag, Vortrag oder Weisung. Im Staatsrecht des Schweizer Kantons Bern bezeichnet man mit Vortrag die Begründung und Erläuterung einer Vorlage, die der Regierungsrat (Exekutive) dem Grossen Rat (Legislative) unterbreitet.